# Hans-Jochen Witthauer
Hans-Jochen Witthauer (* 13. März 1950 in Eisenach) ist ein deutscher Vizeadmiral a. D. der Deutschen Marine und war zuletzt von April 2009 bis zu seiner Versetzung in den Ruhestand stellvertretender Befehlshaber des Allied Maritime Command HQ Northwood (MC Northwood) im britischen Northwood.

## Militärische Laufbahn

### Ausbildung und erste Verwendungen
Nach dem Abitur in Wilhelmsdorf trat Witthauer im Oktober 1968 in den Dienst der Bundeswehr und wurde zum Offizier ausgebildet. Nach zahlreichen Bordeinsätzen als Fernmeldeoffizier auf diversen Fregatten und Zerstörern war er auf dem Segelschulschiff Gorch Fock als Ausbilder. Zudem war er als Austauschoffizier ebenfalls als Ausbilder an Bord des französischen Schulschiffes Jeanne d’Arc eingesetzt. Nach Rückkehr nach Deutschland absolvierte Witthauer 1979 bis 1980 die Fachausbildung zum Operationsoffizier und war anschließend Ortungs- und Operationsoffizier auf den Zerstörern Mölders und Lütjens.

### Dienst als Stabsoffizier
Ab April 1983 diente er als Ausbildungsstabsoffizier auf dem Segelschulschiff Gorch Fock mit Beförderung zum Korvettenkapitän und schließlich ab Januar 1984 als Erster Offizier auf der Lütjens. Von 1985 bis 1987 absolvierte Witthauer den Admiralstabslehrgang an der Führungsakademie der Bundeswehr in Hamburg. Im Anschluss daran wurde er in das Bonner Bundesministerium der Verteidigung versetzt, wo er als Adjutant des Chefs des Stabes des Führungsstabes der Streitkräfte (FüS), Generalmajor Jürgen Schnell, eingesetzt war.
Im März 1989 wurde Witthauer zur Standing Naval Force Atlantic der NATO versetzt, wo er im Stab als Presse- und Administrationsoffizier diente. Zurück in Deutschland übernahm er das Kommando über den Zerstörer Rommel. Dieses Kommando führte er über drei Jahre lang und nahm mit der Rommel 1993 an der Operation Sharp Guard teil, die das Durchsetzen der Wirtschaftssanktionen und des Waffenembargos gegen die Bundesrepublik Jugoslawien zum Ziel hatte.
Nach diesem Truppenkommando kehrte Witthauer an die Führungsakademie zurück und war dort Marinedozent. Von 1994 bis 1996 kommandierte er das neu aufgestellte 6. Fregattengeschwader. Von 1996 bis 1999 war Witthauer abermals im Verteidigungsministerium eingesetzt, diesmal als Referatsleiter für Marinestrategie und internationale Kooperation, Truppenplanung und Marinekonzeption im Führungsstab der Marine (FüM).
Während des Kosovokrieges war Witthauer vom Januar 1999 bis September 2001 als Chief NATO Situation Centre im Hauptquartier der NATO in Brüssel eingesetzt. Im Oktober 2001 wechselte Witthauer zurück in das Verteidigungsministerium und war im Führungsstab der Streitkräfte – nach dem 11. September 2001 in einer Zeit der zunehmenden Auslandseinsätze der Bundeswehr – als Stellvertretender Stabsabteilungsleiter Einsätze der Bundeswehr (FüS V) eingesetzt.
Vom September 2003 bis zum Oktober 2004 übernahm Witthauer ein NATO-Kommando. Er führte die Standing Naval Force Mediterranean und war mit dieser in die Operation Active Endeavour eingebunden, die die Entdeckung und Abschreckung terroristischer Aktivitäten im Mittelmeerraum zum Ziel hatte.

### Dienst als Admiral
Im Oktober 2004 übernahm Kapitän zur See Witthauer das Kommando über die Zerstörerflottille in Wilhelmshaven. Während dieser Verwendung wurde er zum Flottillenadmiral ernannt. Er transformierte die Flottille und überführte sie 2006 schließlich in eine der beiden Säulen der neuen Marinestruktur, die Einsatzflottille 2, die er vom Juni bis Oktober 2006 ebenfalls kommandierte.
Vom 5. Dezember 2006 bis 2007 war er als Konteradmiral als Befehlshaber der EUFOR-Truppen (European Union Force) in Bosnien-Herzegowina im Rahmen der Operation Althea eingesetzt.
Wieder in Deutschland übernahm Witthauer vom Januar 2008 bis zum April 2009 den Posten des Stellvertreters des Inspekteurs der Marine und war zugleich Chef des Stabes im Führungsstab der Marine unter dem Kommando von Vizeadmiral Wolfgang E. Nolting. Diesen Posten gab er 2009 an Konteradmiral Heinrich Lange ab und übernahm im April desselben Jahres den NATO-Posten des Deputy Commander im Maritime Component Command (CC-MAR) im britischen Northwood. In dieser Verwendung wurde er zum Vizeadmiral ernannt. Im März 2010 erfolgte die Umbenennung in Allied Maritime Command HQ Northwood. Am 15. März 2012 wurde er nach 44 Dienstjahren auf dem Gelände der Hardthöhe in Bonn mit einem Großen Zapfenstreich in den Ruhestand verabschiedet.

## Privates
Witthauer ist verheiratet.

## Ehrungen
- Verdienstkreuz am Bande der Bundesrepublik Deutschland
- Ehrenkreuz der Bundeswehr in Gold
- NATO Meritorious Service Medal
- Medaille de la Defense in Gold
- Officier de l’Ordre National de Mérite
- Officier de l’Ordre National de la Légion d’Honneur
- Einsatzmedaillen der Bundesrepublik Deutschland, Italiens, der NATO und der EU